# Walter Szczerbiak
Walter Szczerbiak (Hamburgo, Alemania Occidental, 21 de agosto de 1949) es un exjugador de baloncesto profesional de nacionalidad estadounidense.

## Trayectoria
Fue elegido en la 4.ª ronda del Draft de la NBA de 1971 por Phoenix Suns y en la 2.ª ronda del draft de la ABA por Dallas Chaparrals.
Jugador de gran capacidad anotadora, toda una máquina de hacer puntos que después de 48 años sigue ostentando el récord de anotación en la liga española con 65 puntos. Jugó 7 años en el Real Madrid, los tres últimos sólo en la Copa de Europa, que ganó en 3 ocasiones.
Ejerce de delegado ACB en Estados Unidos, habiendo conducido a talentos como Elmer Bennett o Andre Turner. Su hijo Wally Szczerbiak jugó en la NBA.